# Teatro Nacional Sucre

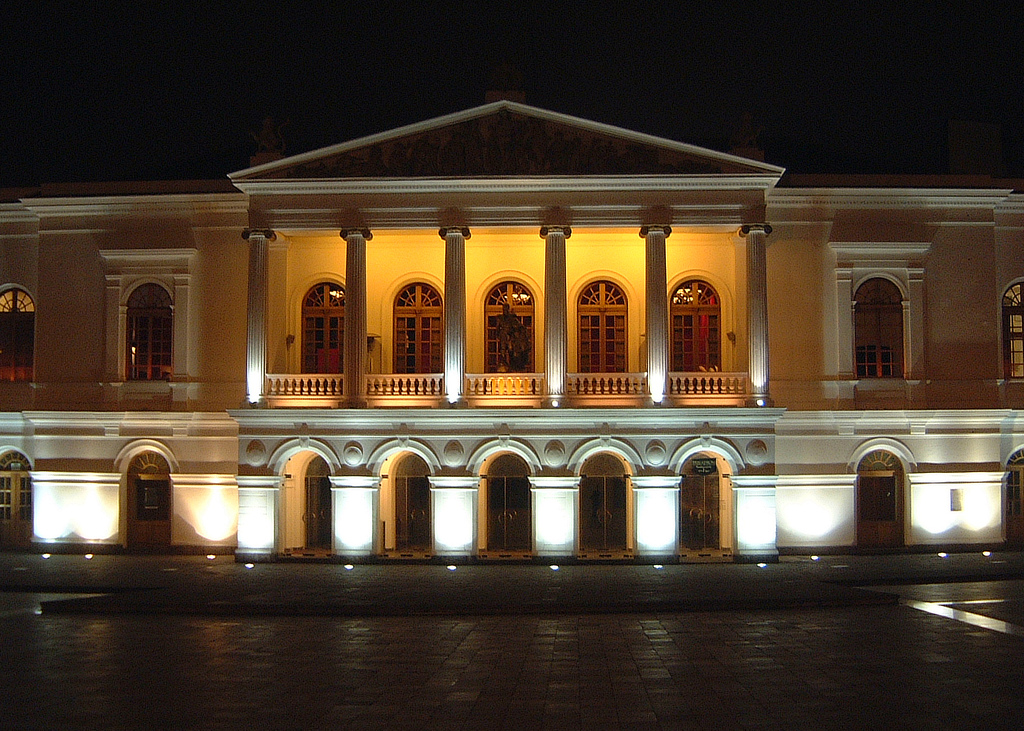
Teatro Nacional Sucre (2006)

Das Teatro Nacional Sucre in Quito ist das größte Theater Ecuadors. Es wurde von 1879 bis 1887 von Ludgardo Fernández Salvador im italienischen neoklassizistischen Stil erbaut. Der Bau wurde zu einem Teil vom Bürgertum Quitos über den Verkauf von Aktien finanziert.
In den 1940er und 1950er Jahren fanden im Teatro Nacional Sucre auch mehrfach Aufführungen der von Karl Löwenberg gegründeten Kammerspiele statt, so 1947 eine Aufführung unter Mitwirkung von ecuadorianischen Schauspielern des Ibsen-Stückes Nora oder Ein Puppenheim. Viele Auftritte hatte hier bis 1957 auch die von den Kammerspielen kommende Schauspielerin Vera Kohn.
Heute wird das Teatro Sucre von der Fundación Teatro Nacional Sucre betrieben.
Das Theater wird für Opern, Konzerte, Theaterstücke, Tanz und ähnliche Aufführungen genutzt. Es hat eine Zuschauerkapazität von über 800.

## Nachweise
1. ↑  Maria-Luise Kreuter: Wo liegt Ecuador? Exil in einem unbekannten Land 1938 bis zum Ende der fünfziger Jahre, Metropol, Berlin, 1975, ISBN 3-926893-27-3, S. 255–262

Koordinaten: 0° 13′ 8″ S, 78° 30′ 32″ W